# Mémorial de Sardarapat
Le mémorial de Sardarapat est un mémorial commémorant la bataille de Sardarapat, situé dans le village d'Araks dans le marz d'Armavir en Arménie. Conçu par l'architecte Rafael Israelyan, il a été inauguré en 1968.
Sur le site se trouve également le musée ethnographique de Sardarapat inauguré en 1978 et dont le bâtiment a également été conçu par Rafael Israelyan.